# Ippodromo di Agnano
L'ippodromo di Agnano è un impianto sportivo adibito principalmente alle corse ippiche, al trotto, al galoppo e ostacoli, uno dei più antichi e famosi d'Italia.
È particolarmente conosciuto a livello internazionale in quanto sede del Gran Premio Lotteria di Agnano, una delle corse ippiche più importanti del calendario internazionale del Trotto.

## L'impianto
Sorge nell'omonima zona di Napoli fra il parco naturale degli Astroni e le terme di Agnano, ha una capienza di 16.000 spettatori. Nel parterre sono disponibili un bar ed un ristorante, nonché i picchetti e la sala scommesse. Qui nel 2002 il celebre cavallo Varenne stabilì il record di corsa a tempo, tuttora imbattuto.
Nella tarda primavera l'ippodromo di Agnano ospita una delle corse più blasonate del calendario ippico internazionale: il Gran Premio Lotteria di trotto, corsa che vanta sin dal 1947 la partecipazione dei più importanti cavalli nonché i drivers del panorama mondiale. L'impianto è spesso utilizzato anche come sede per concerti e manifestazioni di vario genere tra le quali, in maggio, la “Settimana napoletana del cavallo” dove sono assegnati il premio “Cavallo dell'anno” e quello per il “Fantino dell'anno”.

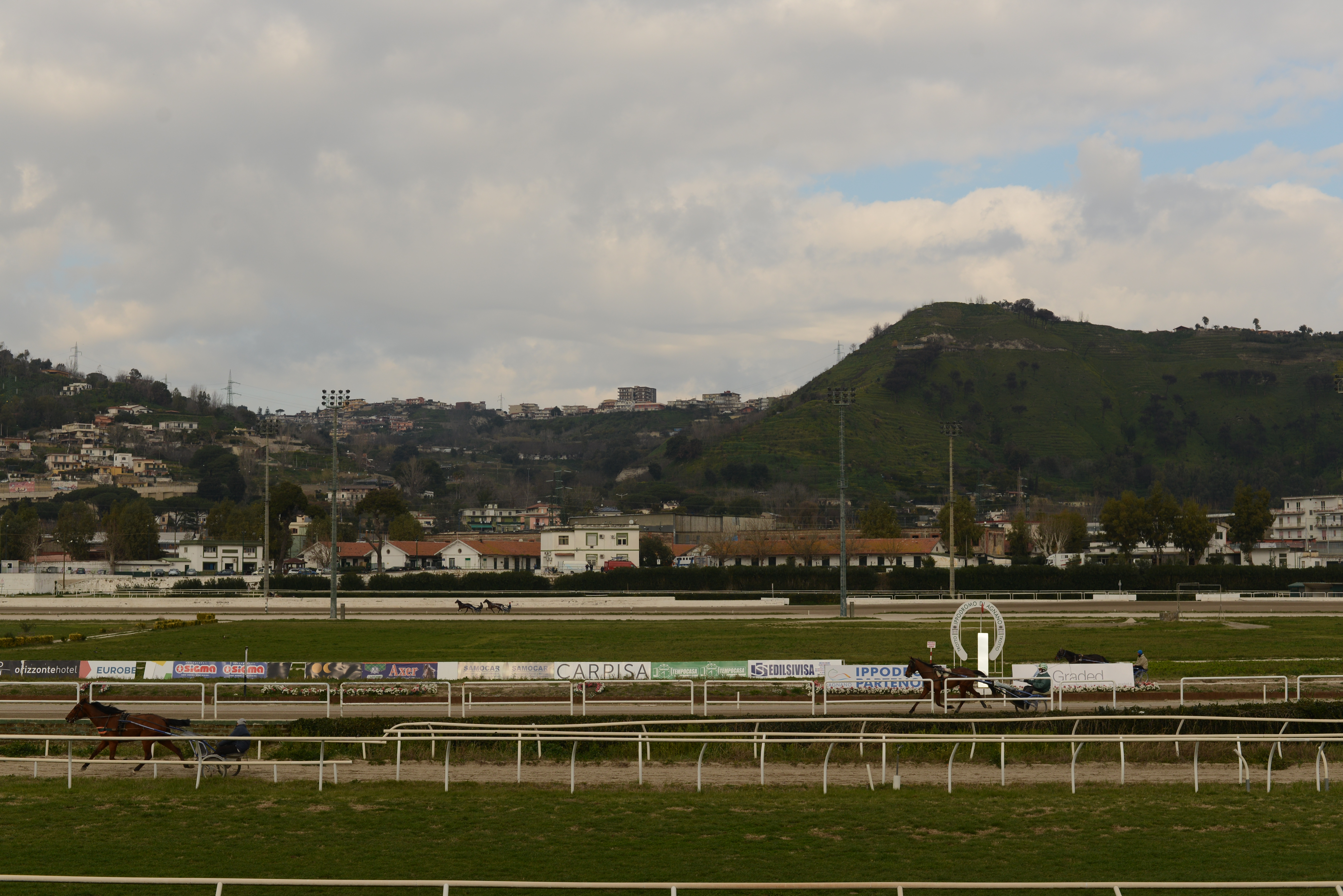
Allenamento sulle piste dell'ippodromo.

## Le piste

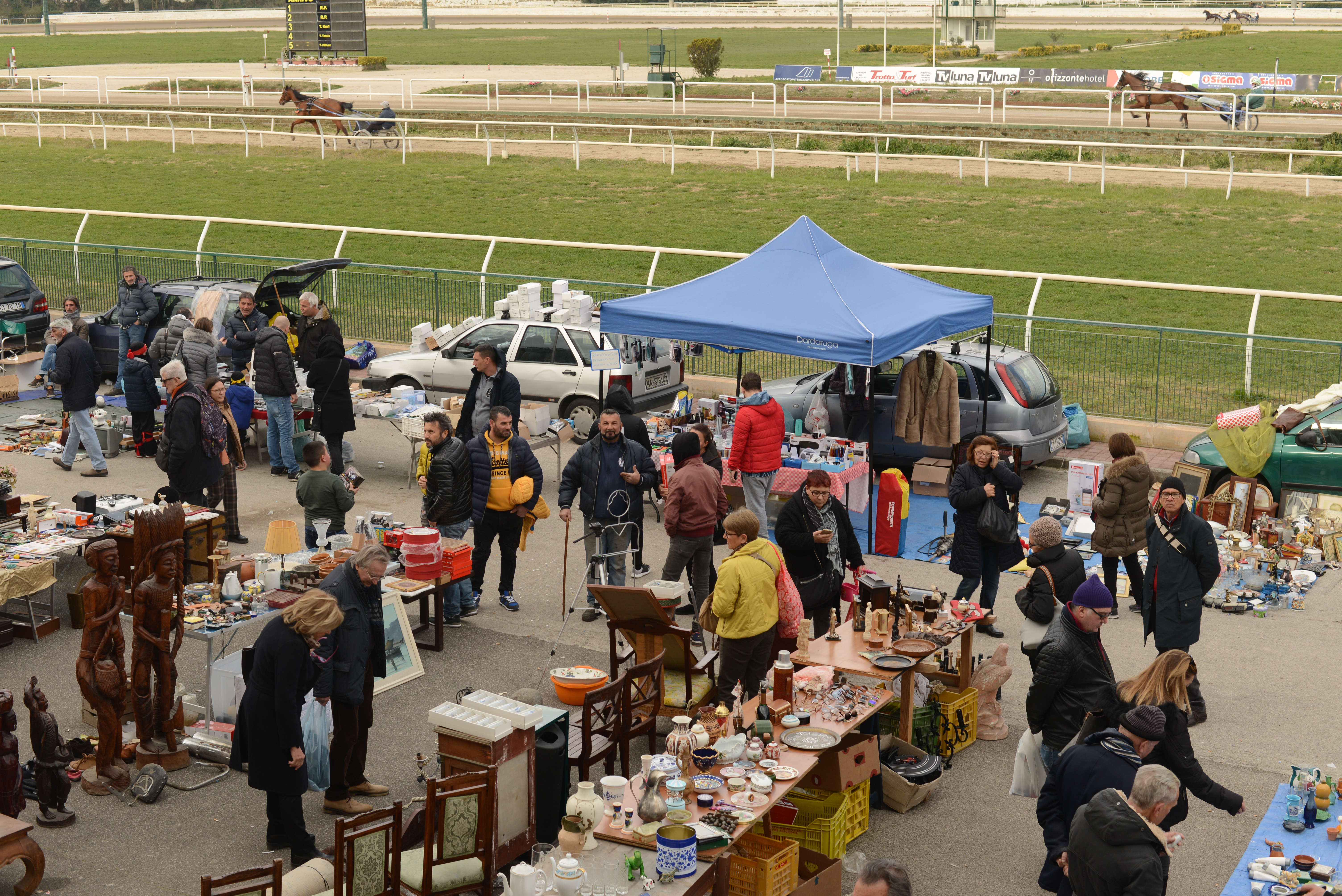
Mercato delle pulci nel parco dell'ippodromo.

L'area delle piste si sviluppa per una superficie di circa 204.000 m² sia per il trotto che il galoppo, 126.000 m² per le piste da allenamento, 39.000 m² alle scuderie e aree extra per la ristorazione ed i servizi. La pista del galoppo è in erba naturale, ha forma circolare e misura 2.436 m con una dirittura d'arrivo di circa 800 m e con pista dritta di circa 1000 m La pista per il trotto, in sabbia, è di forma ovale e misura circa 1000 m Sono inoltre presenti tre piste da sgambatura e allenamento in erba ed in sabbia.

## Il Parco Ippodromo
Negli ultimi anni l'ippodromo ha aperto le porte alla città offrendosi come struttura dedicata all'intrattenimento. Il Parco Ippodromo ospita concerti, discoteca, spazi mercatali (fra cui un mercato delle pulci che si tiene ogni domenica) e fieristici, un'area dedicata ai bambini e alle famiglie.

## Eventi principali
- G.P. Lotteria
- Gran Premio Freccia d'Europa
- Gran Premio Città di Napoli